# Promise and Terror
Promise and Terror es el quinto álbum de estudio del cantante británico Blaze Bayley, publicado en 2010. Es el segundo álbum de estudio de Bayley desde que cambió su nombre de BLAZE a Blaze Bayley Band.

## Lista de canciones
1. Watching the Night Sky - 3:36
2. Madness and Sorrow - 3:09
3. 1633 - 6:03
4. God of Speed - 5:48
5. City of Bones - 6:26
6. Faceless - 3:46
7. Time to Dare - 5:41
8. Surrounded By Sadness - 3:59
9. The Trace of Things That Have No Words - 5:48
10. Letting Go of the World - 6:24
11. Comfortable in Darkness - 4:29

## Créditos
- Blaze Bayley – voz
- Nico Bermúdez – guitarra
- Jay Walsh – guitarra
- David Bermudez – bajo
- Lawrence Paterson – batería